# Boleite
La boleite (simbolo IMA: Bol) è un minerale raro della classe minerali degli "alogenuri" con composizione chimica KAg9Pb26Cu24Cl62(OH)48.

## Etimologia e storia
La boleite fu scoperta per la prima volta a Santa Rosalía (dalla compagnia mineraria El Boléo nel distretto di Boléo) nello Stato della Bassa California del Sud (Messico) e descritta nel 1891 da François Ernest Mallard e Edouard Cumenge, che chiamarono il minerale come la sua località tipo.

## Classificazione
La classica nona edizione edizione della sistematica minerale di Strunz, valida dal 2001 e aggiornata dall'Associazione Mineralogica Internazionale (IMA) fino al 2009, elenca la boleite nella classe "3. Alogeni" e nella sottoclasse "Classificazione Nickel-Strunz#3.D Ossialogeni, idrossialogeni e alogeni doppi correlati"; questa viene ulteriormente suddivisa in base alla presenza di vari elementi nel composto, in modo da trovare la boleite nella sezione "3.DB Con Pb, Cu, ecc." dove è l'unico membro del sistema nº 3.DB.15.
Tale classificazione viene mantenuta anche nell'edizione successiva, proseguita dal database "mindat.org" e chiamata Classificazione Strunz-mindat.
La classificazione dei minerali secondo Dana, utilizzata principalmente nel mondo anglosassone, classifica anche la boleite nella classe degli "alogenuri" e lì nella divisione altrettanto estesa di "ossialogenuri e idrossialogenuri". Qui è l'unico membro del gruppo senza nome 10.06.01 all'interno della suddivisione "Ossialogenuri e idrossialogenuri con formula AmBn(O,OH)pXq".
Nella Sistematica dei lapis (Lapis-Systematik) di Stefan Weiß la boleite si trova nella classe degli "alogenuri" e nella sottoclasse degli "ossialogenuri"; qui è nella sezione degli "ossialogenuri con Pb-Bi-Sb e composti correlati" dove insieme a bideauxite, cloroxifite, cumengeite, diaboleite, ematofanite, pseudoboleite, siidraite e yedlinite forma il sistema nº III/D.12.

## Abito cristallino
La boleite cristallizza nel sistema cubico con il gruppo spaziale Pm3m (gruppo nº 221) con il parametro reticolare a = 15,29 Å e 1 unità di formula per cella unitaria.

## Proprietà chimico-fisiche

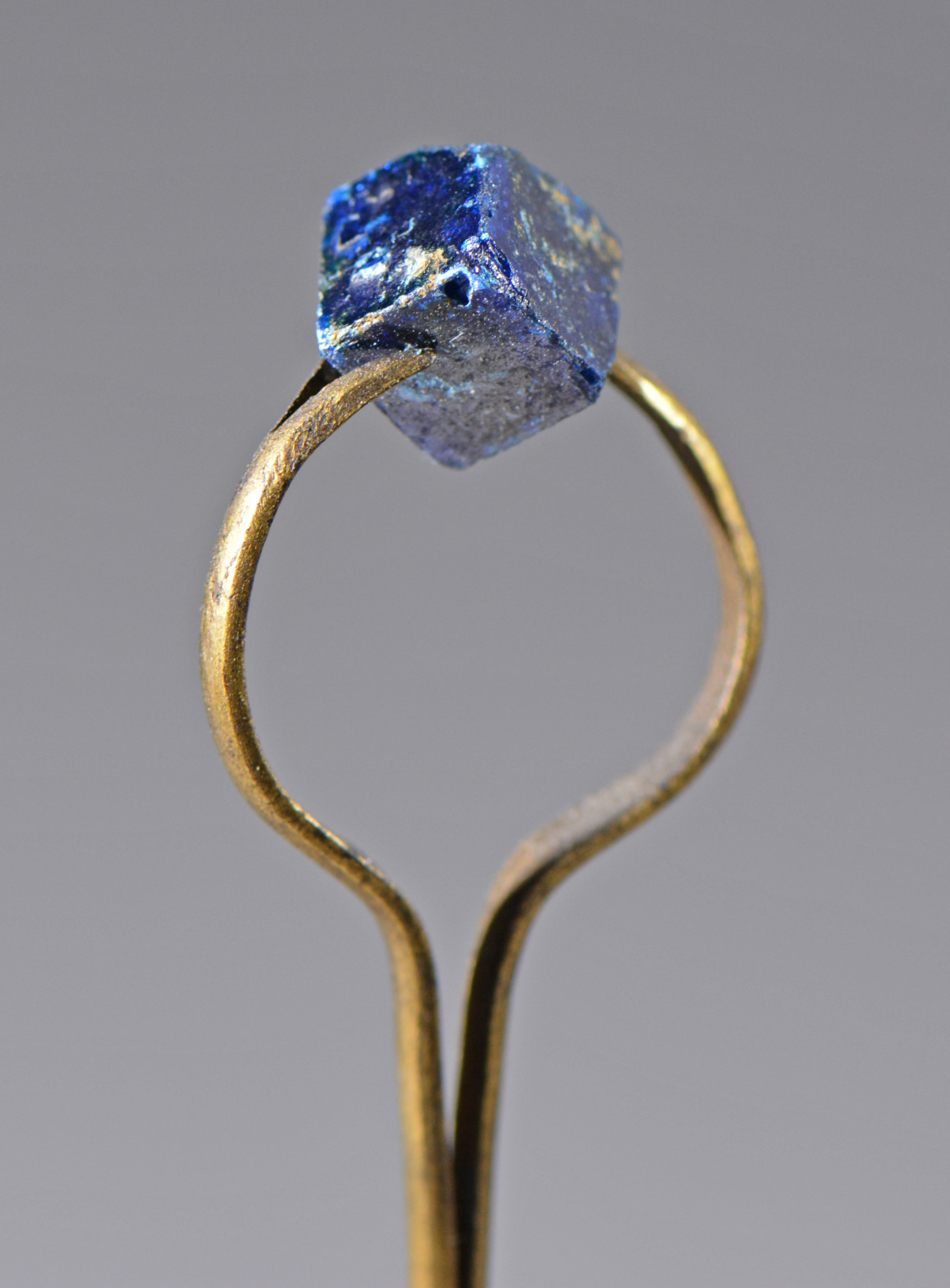
Cristallo di boleite custodito presso il Musée d'Histoire Naturelle de Lille in Francia

Le proprietà macroscopiche dei cristalli di boleite sono indicative della sua struttura cristallina cubica. La boleite presenta sfaldatura perfetta, secondo l'asse {001}. I geminati in questo cristallo si mostrano come tacche lungo gli angoli compenetranti, che danno luogo a un abito cristallino di geminati compenetranti pseudocubici lungo i tre assi perpendicolari. La boleite forma cubi che misurano più di 1,5 cm per lato, che consistono in strutture di piramidali tetragonali pseudo-octaedriche.
Con una durezza Mohs compresa tra 3 e 3,5, la boleite è uno dei minerali morbidi che possono essere graffiati con una moneta di rame come la calcite, minerale di riferimento.
- Il minerale è solubile in acido nitrico con separazione di cloruro d'argento[3]
- Peso molecolare: 10936,64 gm
- Isotropia: n = 2,05[4]
- Indice di fermioni: 0,01[4]
- Indice di bosoni: 0,09[4]
- Fotoelettricità: 900,94 barn/elettrone[4]
- Radioattività[4]: GRapi = 4,47 (Gamma Ray American Petroleum Institute Units)
  - Concentrazione di unità GRapi nella Boleite = 22,36 (%)
  - Radioattività stimata per la boleite = appena misurabile.

## Origine e giacitura
La boleite si forma come minerale secondario dalla reazione di composti di cloro con solfuri primari nella zona di ossidazione dei depositi di rame nei climi aridi. Oltre alla cumenite e alla pseudobolite, i minerali di accompagnamento includono atacamite, anglesite, bideauxite, cerussite, caledonite, gesso, leadhillite, matlockite, paratacamite, paralaurionite e fosgenite.
Oltre alla località tipo Santa Rosalía nella Bassa California del Sud, il minerale si trova anche ad Arizpe nello Stato di Sonora. I più grandi cubi di boleite fino ad oggi con una lunghezza del bordo fino a 3,5 cm sono stati trovati sempre a Boleó.
In Italia la boleite è stata rinvenuta a Campiglia Marittima e Piombino (in Toscana).
Altri siti in Europa sono: Padstow e Porthleven (in Cornovaglia, Inghilterra) e nell'area amministrativa di Dumfries e Galloway (Scozia); ad Almería e Cartagena (Spagna); a Lavreotiki (Grecia); a Nentershausen (in Assia), a Langelsheim (in Bassa Sassonia) e a Mansfeld (in Sassonia-Anhalt), tutte in Germania; a Florac, Tolone e Châteaulin (Francia).
Al di fuori dell'Europa si ricordano: Antofagasta, Iquique e Sierra Gorda (Cile); la miniera "Martha" nella provincia di Santa Cruz (Argentina); la contea di Yancowinna (Australia); a Na'in (provincia di Esfahan, in Iran); nella Sacha (Russia); molte contee sparse negli Stati Uniti.

## Forma in cui si presenta in natura

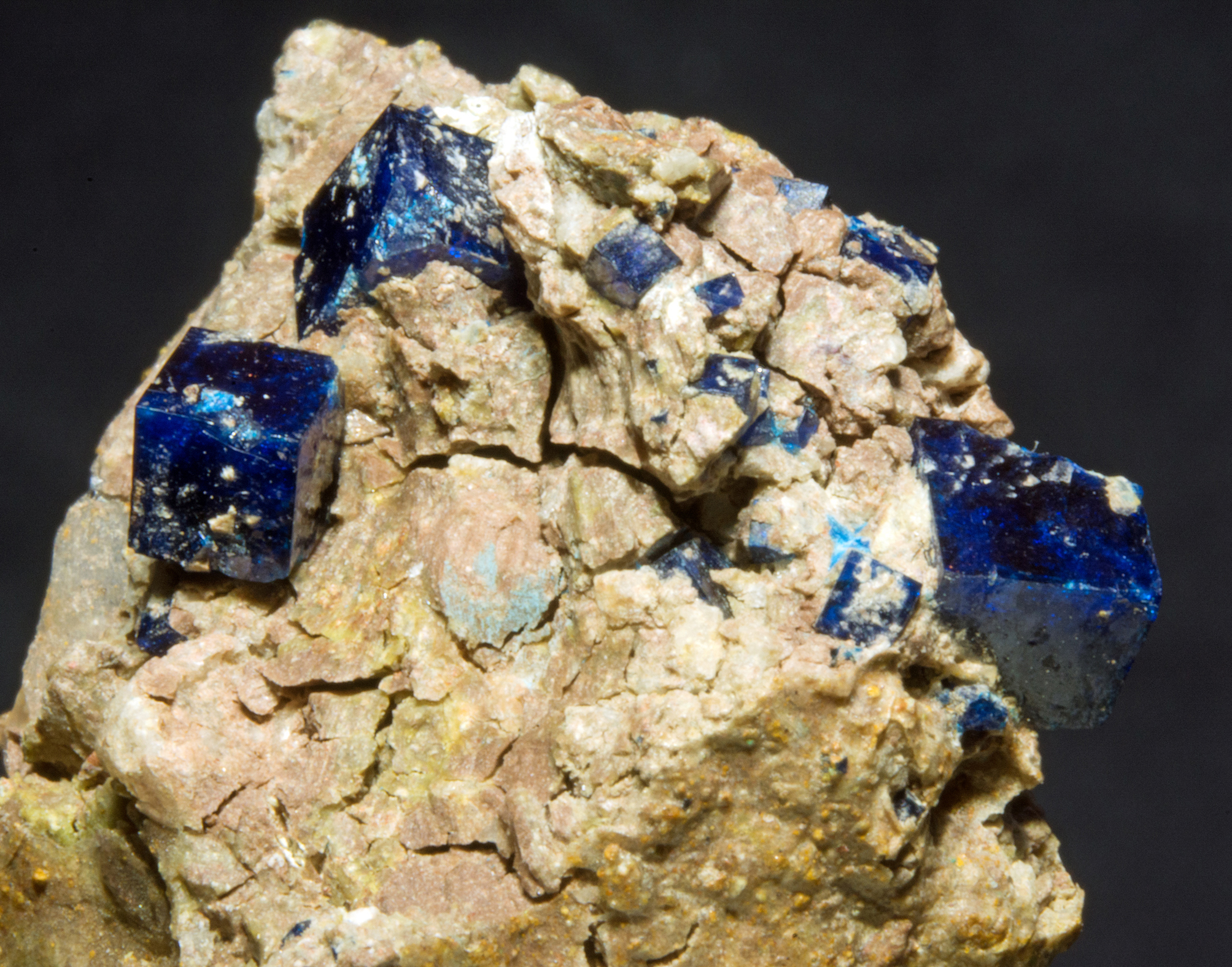
Cristalli cubici di boleite

La boleite si sviluppa quasi esclusivamente cristalli traslucidi o trasparenti con un habitus cubico o combinazioni di forme cubiche. La boleite si trova spesso anche orientata (epitassicamente) intercalata con la cumengite o la pseudoboleite. Le superfici dei cristalli dal caratteristico colore blu intenso, con leggere striature blu-verdastre, presentano una debole lucentezza vitrea, mentre le superfici di sfaldatura hanno lucentezza perlacea.